# Мак (теплопеленгатор)
«Мак» — семейство станций ИК-разведки, предназначенных для определения пуска и приближения ракеты противника по её тепловому следу. Имелось несколько вариантов исполнения (модификаций). Теплопеленгатор устанавливался как на авиационную технику, в составе бортового комплекса обороны, так и на наземные боевые машины.

## Назначение
Теплопеленгатор разработан в конце 70-х годов XX-го века и предназначен для определения пуска самонаводящихся ракет с тепловой головкой наведения (ИК ГСН), которые, как известно, не излучают в пространство демаскирующие радиоволны.

## Применение
Теплопеленгатор выпускался в вариантах Л-082, Л-083 («Мак-УТ», Мак-УЛ" и др.) и более поздняя версия — Л-136 «Мак-Ф» (последний не имеет встроенной системы охлаждения жидким азотом). Теплопеленгатор определяет ракету на фоне неба с почти стопроцентной вероятностью, на фоне земли — значительно хуже. Устанавливался на самолёты типа Су-24М, Ту-22М3, Ту-95МС, Ту-142МЗ, МиГ-29К и др., а также, к примеру, на ЗРК 9А034А «Гюрза». Внешне теплопеленгатор выглядит как фасеточная полусфера.